# Feuer über England
Feuer über England ist ein britischer Historienfilm, den William K. Howard im Jahre 1937 inszenierte. Das Drehbuch basiert auf einem Roman von Alfred Edward Woodley Mason. In Deutschland erfuhr der Film seine Kinopremiere am 13. April 1960.

## Handlung
1587 läuft das englische Königreich Gefahr, als mächtigste Nation von Spanien überholt zu werden. Die vom Volk geliebte Königin Elisabeth muss in den diplomatischen Verhandlungen mit Spanien sehr geschickt sein. Es gilt einerseits, die Freundschaft zum spanischen König Philipp zu pflegen, andererseits müssen die englischen Schiffe geschützt werden. Unter den Seeleuten befindet sich auch Sir Francis Drake, der als Freibeuter spanische Schiffe aufbringt und plündert. Die engsten Berater der Königin sind der Lordschatzmeister Burleigh und ihr langjähriger Bewunderer, Robert Dudley, der Earl of Leicester. Zum Hofstaat gehört ebenso die Tochter des Schatzmeisters, Cynthia, auf die die alternde Elisabeth wegen ihrer Schönheit zunehmend eifersüchtiger wird.
Während Elisabeth mit dem spanischen Botschafter verhandelt, kommt es zwischen der spanischen Flotte unter Don Miguel und der englischen unter Sir Richard Ingolby zu einem Gefecht. Miguel und Ingolby sind alte Freunde. Als die Spanier die Engländer besiegt haben, arrangiert Miguel die Flucht von Michael Ingolby, dem Sohn von Sir Richard. Der verwundete Michael schafft es, ans spanische Ufer zu gelangen und wird dort von Miguels Tochter Elena gepflegt, die sich auch bald in den jungen Engländer verliebt.
Nach einigen Monaten ist Michael wiederhergestellt. Er ist jedoch unzufrieden, weil er von seiner Geliebten Cynthia getrennt ist. Dennoch ist er Elenas Reizen nicht unempfänglich. Nach einiger Zeit kommt Miguel zu Michael und unterrichtet ihn von der Hinrichtung seines Vaters. Michael verlässt entsetzt seine bisherigen Beschützer und flieht nach England. Er erhält eine Audienz bei der Königin und schwört ihr ewige Treue, wenn sie die Spanische Armada mit allen Mitteln bekämpfen würde. Die Königin ist unschlüssig, doch als ihr Spion am spanischen Hof, Hillary Vane, getötet wird, entschließt sie sich, Michaels Loyalität auf eine Probe zu stellen. Er soll Papiere beschaffen, auf denen die Namen von Vanes Helfern und Mitspionen verzeichnet sind.
Als Vane verkleidet reist Michael an den Hof des spanischen Königs. Dort stößt er auf Papiere, die eine Attentatsverschwörung gegen Königin Elisabeth beweisen. Er trifft auf Elena, die mit dem Haushofmeister Don Pedro verheiratet ist. Elena versucht Michael nicht zu verraten, solange sie kann, doch letztendlich muss sie ihrem Mann die Wahrheit über Michael sagen. Der spanische König lässt ihn einsperren, doch Pedro verhilft ihm zur Flucht, damit seine Frau nicht als Verräterin angeklagt werden kann. Während Michael zurück nach England reist, segelt die Spanische Armada in Richtung England. Elisabeth sammelt ihre Armee in Tilbury und schwört sie dort mit ihrer sogenannten Tilbury-Rede ein. Michael enthüllt ihr dort die Pläne der Attentäter. Michael wird zum Ritter geschlagen, die angeklagten Verschwörer werden dazu verurteilt, mit ihm auf eine gefährliche Mission zu gehen. Michael soll die spanische Armada aufhalten.
Er und die Verschwörer haben Erfolg. In kleinen Booten erreichen sie die spanischen Schiffe und setzen sie in Brand. Sie erreichen sicher das englische Festland. Elisabeth erlaubt die Hochzeit Michaels mit Cynthia. Danach lässt sie traurig alle Spiegel aus dem Palast entfernen.

## Kritiken
„Nur auf Grund der Besetzung von einigem Interesse.“

## Hintergrund
Die Rolle von James Mason wird im Abspann nicht genannt. Trotz der kleinen Rolle und dem Fehlen seines Namens in den Credits wurde Mason bei einer Neuaufführung 1944 als der Star des Films der London Film Production angegeben. Alexander Korda lancierte neue Trailer, die Masons Rolle herausstrichen, obwohl Mason zu der Zeit bei der konkurrierenden Produktionsgesellschaft Gainsborough unter Vertrag stand.
Flora Robson war 1940 ein weiteres Mal als Königin Elisabeth zu sehen, und zwar im Film Der Herr der sieben Meere von Michael Curtiz. Tamara Desni wurde in Berlin geboren und siedelte 1931 nach England um. Für Robert Newton war es die dritte Rolle in einem Spielfilm.